# ホームランダー
ホームランダー（The Homelander）は、ガース・エニスが原作を、ダリック・ロバートソンが作画をそれぞれ手掛けたコミックシリーズ「The Boys」およびメディアミックス作品におけるメインヴィランの1人である。本名は「ジョン・ギルマン（John Gillman)」。尊大でサディスティックなナルシストとして描かれ、ヴォート・アメリカン（Vought-American）が資金を提供している腐敗した快楽主義的なスーパーヒーロー集団「ザ・セブン」の極めて強力なリーダーであり、ビリー・ブッチャーの宿敵である。高潔かつ利他主義の英雄としてのパブリックイメージの裏では、自身が守ると公言している人々の幸福にはほとんど関心を示していない。
エリック・クリプキが手掛けたAmazon Prime Videoで配信されているテレビドラマ版では、アントニー・スターが演じた。ドラマ版では誇大妄想狂として描かれ、ソルジャー・ボーイの息子であり、ライアン・ブッチャーの父親という設定が追加された。ホームランダーはスピンオフ作品やプロモーションWebシリーズのThe Boys Presents: DiabolicalとDeath Battle!にも登場する。

## 登場作品

### コミックシリーズ
ホームランダーはスーパーヒーローチーム「ザ・セブン（The Seven）」を率いる愛国的なスーパーヒーローであり、ヴォート・アメリカンによって生み出された最強の超人である。同社のホームランダーのカバーストーリーでは、彼はスーパーマンのように乳児の頃にアメリカに上陸した宇宙人であるという出自が語られている。だが、実際には、ヒトラーユーゲント時代にコンパウンドVを注射されたストームフロントから抽出した遺伝子を利用して誕生しており、秘密の研究所で育てられた。ホームランダーは幼少期の大半を、逃走防止のために水爆を括りつけた鎖に繋がれて過ごした。母親は精神障がいを持った女性で、ホームランダーを出産した後に死亡した。
ホームランダーは、ヴォートからセブンの快楽主義的なライフスタイルを満喫するための資金提供を受けているため、依然としてVAの財政的な支配下にある。最終的に、他のスーパーヒーローたちに自身の望むことをするよう勧めようと試みるが、上司であるジェームズ・スティルウェル（James Stillwell）への恐怖から断念した。
シリーズがクライマックスを迎えるまで、ホームランダーはビリー・ブッチャーの妻ベッキー（Becky）をレイプし、彼女はビリーが殺した超人的な赤子を出産して死亡したことが暗示されていた。第40号でザ・ボーイズは、ホームランダーが男性、女性、子供に対する殺人、カニバリズム、死姦などの残酷な行為に及んでいると思われる一連の証拠写真を受け取る。プライベートでは、ホームランダーはノイローゼの兆候を示し、鏡に映った自分に話しかけ、発作的な吐き気を催していた。やがて彼は、写真に記録された行為によって自分はいずれ破滅すると考え、侵入思考に精神を蝕まれていた。
「Herogasm」以降、ヴォート・アメリカンの支配から自分自身とスーパーヒーローのコミュニティの解放を決意する。彼はスーパーヒーローたちを率いてアメリカに対してクーデターを起こし、ホワイトハウスを襲撃しアメリカ合衆国大統領を含む内部の全員を殺害する。その後のホームランダーとブッチャーの対決の最中、マスクを被ったブラック・ノワールが大統領執務室に到着し、自身がホームランダーとストームフロントのバイナリー・クローンであり、ホームランダーが悪に落ちた場合に彼を殺し、取って代わるためだけに誕生させられた事実を明かす。ノワールは、ホームランダーの殺害を許可されなかったために徐々に正気を失い、、ホームランダーに自身が解離性同一性障害であると錯覚させ、ブッチャーとの対立を狙うためにブッチャーの妻をレイプするなどの写真に記録された非道を働いたという真実を語る。ノワールは最終的に彼の殺害をヴォート・ガイから許可される。激情に駆られたホームランダーはブラック・ノワールに襲いかかるも、返り討ちに遭い死亡。ノワールは軍とブッチャーによる激しい銃撃の末、ブッチャーにバールで頭蓋骨をこじ開けられた後引導を渡された。

### テレビシリーズ

#### ザ・ボーイズ (2019年 – )
テレビドラマ版ではアントニー・スターが演じている。劇中で言及されているように、一部の批評家はホームランダーをDCのスーパーマンに似ていると考えている。ジョナ・フォーゲルバウムが採取したソルジャー・ボーイの精液のDNAサンプルから成長し、ホームランダーになるために実験室環境で育てられたジョン・ギルマンは、強い反社会的傾向を示し、彼が下等な存在と認識している人々を公然と軽蔑している。
独占欲が強く、偏執的で、執念深く、無神経で、自身の力を気軽に使い、自分の人間性や意思決定に欠陥がある可能性を受け入れることができない。コミックシリーズとは異なり、ホームランダーは助手として配属されたベッカ・ブッチャーをレイプした。しかし、彼はシーズン終了時点まで気づていなかったが、彼女は息子のライアンを身籠っていた。ライアンの存在にまつわる嘘の発見は、ホームランダーの生い立ちに責任のある科学者ジョナ・フォーゲルバウムにショックを与え、マデリン・スティルウェルを殺害するというホームランダーの決断に影響を与える。しかし、彼の精神的無能力と社会病質的は、当初彼を息子から遠ざけ、スティルウェルによる彼に対する穏健な影響力の喪失により、さらに不安定な状態へと陥った。彼は、当初険悪な関係であったにもかかわらず、ストームフロントと肉体関係を結び、 彼女と共謀して、ベッカの庇護下からライアンを引き離し、国民を「スーパーヴィラン」と敵対するよう仕向け、さらなるスーパーヒーローの誕生を求める世論を作り出そうと目論んだ。ストームフロントはホームランダーの息子ライアンによって瀕死の重傷を負い、メイヴはホームランダーに対してライアンを手放すよう脅迫した。
一連のテレビインタビューで、彼はストームフロントとの関係を否定し、謝罪することを余儀なくされる。ホームランダーの態度を軟化させる目的も兼ね、CEOのスタン・エドガーとヴォート社の取締役会は、スターライトをザ・セブンの共同リーダーに任命する。 しかし、これに対してホームランダーは、エドガーの秘密の養女ビクトリア・ニューマンを買収してエドガーの調査を開始させ、エドガーをヴォート社から追放し、ホームランダー自身が会社の経営権を握る。会社を去る直前に、エドガーはホームランダーに対し、彼の尻拭いをするためにここに来ることはないと警告する。彼はアシュリー・バレットを自分のパペットルーラーに任命し、「American Hero」の終盤でザ・ディープをセブンのメンバーとして復帰させ、2人が交際していると虚偽の情報を発表することでスターライトと敵対する。スターライトはライブ配信を通じてホームランダーとヴォートを糾弾し、スターライトとしての自分を捨てた後、ホームランダーは自分が彼女を捨てたと言い、彼女の慈善財団スターライト・ハウスを通じて人身売買に関与していると非難する。クイーン・メイヴがザ・ボーイズの情報提供者として行動しただけでなく、彼らのリーダーであるビリー・ブッチャーと寝たことを知ったホームランダーは、彼女の卵子を採取する目的で彼女をセブンタワーに拘留する。後にホームランダーは、ソルジャー・ボーイからの電話で彼との関係を知ることになる。 この関係をブラック・ノワールに確認した後、ホームランダーは彼を惨殺する。その後、ライアンを脅迫し、マロリーの家からライアンを迎えに行く。ホームランダーがソルジャーボーイをライアンに紹介し、3人全員が家族になれると言うことで、ソルジャーボーイと心を通わせようとすると、ソルジャーボーイは彼を軟弱で、傷つき、注目されたがりで失望させたとして見限り、（ブッチャーとの取引の一環として）彼を殺すか無力化しようと試みる。ライアンがソルジャー・ボーイに殴られた後、ホームランダーはソルジャー・ボーイに反旗を翻すが、不本意ながらクイーン・メイヴと戦うことを余儀なくされる。その後、ヴォート・タワーで息子のライアンを自分とストームフロントの支持者に紹介する。そこでスターライト支持派の抗議者がライアンの顔をソフトドリンクの缶で殴り、ホームランダーに彼を殺すよう挑発する。ライアンは感動し、ホームランダーは彼とストームフロントの支持者から喝采を浴びる。

#### Seven on 7 (2020 – 2021)
続く2020年から2021年にかけてのプロモーションウェブ・シリーズ「Seven on 7」では、シーズン2とシーズン3の間の出来事を描いており、ホームランダーはストームフロントがナチであることが露見した余波への対処を続けるとともに、ヴォートのストリーミングサービスであるVought+のプロモーションを撮影し、クリスマスを祝った。

#### Death Battle! (2020 – )
2020年、Amazon Prime Videoの「ザ・ボーイズ」シーズン2のプロモーションとして、Death Battle!のプロモーション・エピソードを公開した。ホームランダー（声：Yong Yea）はセブンの模擬バトルロイヤルに参加し、ビリー・ブッチャー（ブラック・ノワールの代理）を殺害した後勝利を宣言し、ストームフロントと戦うためにレーザーベイビーを投げ捨て、その結果、ウィズ（Wiz）とブームスティック（Boomstick）は不安に駆られていた。
2022年のエピソードでは、インビンシブル ～無敵のヒーロー～のオムニマン（ノーラン・グレイソン）と対戦した。戦いの最中、オムニマンの妻デビーを殺すことによって、クリスマスの間に彼をアメリカから追放しようと試みた。結果、ホームランダーはオムニマンに顎を脱臼させられ、自身の心臓を口に含まされた上で頭部を破壊されて死亡した。

#### The Boys Presents: Diabolical (2022 – )
The Boys Presents: Diabolicalでは、スターが再演した。
エピソード「An Animated Short Where Pissed-Off Supes Kill Their Parents」の終盤に初登場し、「ザ・ボーイズ」のエピソード「Over the Hill with the Swords of a Thousand Menの出来事のせいで両親を殺してしまった、異常な力を持った脱走したスーパー・ティーンエイジャーをヴォートに代わって処刑した。ゴースト（Ghost）はその攻撃を受けて唯一生存した。ヴォート社はすべての死者を隠蔽し、あるニュースではゴーストの父親が命を落とした「天然ガス爆発」からホームランダーがゴーストの母親を助けたと報じている。
ホームランダーが次に登場するのはエピソード「I'm Your Pusherであり、同エピソードはコミックと同じ連続性を持つ。ホームランダーはプロモーション・キャンペーン中にグレート・ワイド・ワンダーを称え、（ビリー・ブッチャーによって誘発された）薬物の過剰摂取により、グレート・ワイド・ワンダーがスタント中にアイアンキャストに衝突し、2人とも死亡する場面を目撃する。隠蔽のため、ホームランダー、クイーン・メイヴ、Jack from Jupiterの3人は悪のギャラクシウスに支配された「Cold War satellite（冷戦衛星）」が「太陽の光の中に隠れている（"hidden in the light of the Sun"）」と主張し、観衆はそれを信じ込んでおり、注意をそらすことに成功する。
シーズン終盤の前日譚エピソード「One Plus One Equals Two」では、若きホームランダーがセブンの一員としてデビューする。幼少期のフラッシュバックで、彼がヴォートの科学者たちから力の範囲をテストするために組織的な拷問を受けたことが判明。彼を操っていた上司のマデリン・スティルウェルは、「"Homelander before Homelander"（ホームランダー以前のホームランダー）」であるブラック・ノワールの存在を警告し、彼を抹殺するためにあらゆる機会を窺っていると説明した。スーパーヒーローとしての最初の任務として、ノワールに先駆けて化学工場での人質事件に取り組むよう命じられたホームランダーは、平和的解決を試みる。しかし、誤って人質を殺害し、エコテロリストのリーダーの壊れた銃にレーザーを照射して負傷させた後、彼らから向こう見ずな行動を非難されて精神錯乱状態に陥り、残りのエコテロリストと1人を除く人質を殺害する。ブラック・ノワールが現場に到着した後、ホームランダーは自分の行動を説明しようとするが、その後、隠蔽のためにノワールを殺す決意をする。ノワールはホームランダーを騙して敷地を爆破させた後、その余波でホームランダーによる殺人事件の最後の目撃者を慈悲深く殺すことで彼の信頼を得、エコテロリストが爆弾を持っていたと主張する弁解のスピーチを書いて外の報道陣に提供し、誰もがそのスピーチの内容に納得していた。その後ヴォート本社で、ホームランダーはスティルウェルに彼女がノワールに対しての認識が誤っていたことを指摘した。

## 制作
能力もコスチュームも邪悪なスーパーマンとキャプテン・アメリカを想定してデザインされた。左に寄せたマントはキャプテン・マーベルの最初のコスチュームに類似している。原作コミックにおけるホームランダーの生い立ちは、テレビ版に近い。
ガース・アニスはホームランダーを 「負の要素に満ちたキャラクターだ。彼は本当に彼自身の知性によって抑制された不快な衝動の連続で、それは彼が調子に乗りすぎない限り、欲しいものは何でも手に入れられると理解するのに十分である（"an almost entirely negative character. He is really just a series of unpleasant urges kept in check by his own intelligence, which is enough to understand that he can have anything he wants so long as he doesn't push his luck too far."）と述べ、「ホームランダーは、例えば...14歳のような自制心を持っていると考えるといいかもしれない（"It might help to think of the Homelander as having all the self-control of... let’s say... a fourteen-year-old."）と表現している。
「ザ・ボーイズ」のプロデューサー兼ショーランナーのエリック・クリプキは、ホームランダーは「理論上」殺すことができると述べているが、彼がクローンによって殺されるコミックにおける展開はドラマでは描かれないと明言している。ドラマ版のブラック・ノワールは黒人であり、原作におけるサイコパス的な性質はホームランダーに統合されている。

## 能力
ホームランダーの能力はヒートビジョン、超人的な怪力、高い耐久力、飛行能力、超人的な聴力、強化された声帯である。また、コンパウンドVの効果により通常の人間よりも老化が遅い。名前はジョンであり、ホームランダーはスターライトにかつて偽名や仮の姿を持っていたが、最終的にそれを捨てたと語っている。シーズン1の終盤で、ホームランダーの弱点について尋ねられたマデリン・スティルウェルは、彼には弱点がないと主張し、"There isn't a weapon on Earth that they haven't thrown at him. They've all failed."（地球上で彼に投げつけられなかった武器はない。それらはすべて通用しなかった）と述べた。
ホームランダーの力と権利意識は彼を極端な誇大妄想へと至らせ、自分が何でも実現させられるという全能感を抱き、レイプや大量殺人を含む無辜の人々に対する犯罪を犯す原因となった。

## 論評
ホームランダーとスターの演技は批評家から絶賛された。
ホームランダーは、世界から見たアメリカのイメージの擬人化と評されており、スーパーマンやキャプテン・アメリカと比較されている。

## その他のメディア
- メトロ・ブーミンは2022年のアルバム「Heroes & Villains（英語版）」の収録曲「On Time」でシーズン3（英語版）のエピソード「The Only Man In The Sky」におけるホームランダーのスピーチの一部をサンプリングしている[31]。
- 2023年7月、「ザ・ボーイズ」のホームランダー、スターライト、ブラック・ノワールがビデオゲーム「コール オブ デューティ モダン・ウォーフェアII」に登場することが発表された[32]。
- 「Mortal Kombat 1」では、DLC「Kombat Pack」のキャラクターとして登場する予定であり、アントニー・スターがモデルを務める[33][34]。